# کلدستریم
کلدستریم (به انگلیسی: Coldstream) یک شهرک در اسکاتلند است که در اسکوتیش بوردرز واقع شده است. کلدستریم ۱٬۸۱۳ نفر جمعیت دارد.